# Lambrusco coltelli rose & popcorn - Ligabue dal vivo
Lambrusco coltelli rose & popcorn - Ligabue dal vivo è il primo video live di Luciano Ligabue.
È stato e messo in commercio nel 1991 dalla Warner Music Vision (catalogo 903175281) su VHS e ripubblicato 13 anni dopo (il 21 ottobre 2003) su DVD.
Documenta in concerto tenuto dal rocker emiliano il 6 luglio del 1991 alla Festa de l'Unità di Correggio durante il Neverending Tour.
Sono riproposte tutte le tracce dell'album Ligabue del 1990 e gran parte di quelle nell'album Lambrusco coltelli rose & pop corn del 1991, coprendo quasi tutta la produzione della band fino a quel momento.
Formato audio: lingua Italiano – Dolby Digital 2.0 Stereo

Formato video: Fullscreen (4:3)

## Tracce
1. Libera nos a malo (da Lambrusco coltelli rose & pop corn)
2. Bar Mario (da Ligabue)
3. Freddo cane in questa palude (da Ligabue)
4. Angelo della nebbia (da Ligabue)
5. Marlon Brando è sempre lui (da Ligabue)
6. Lambrusco & pop corn (da Lambrusco coltelli rose & pop corn)
7. Piccola stella senza cielo (da Ligabue)
8. Radio Radianti (da Ligabue)
9. Sarà un bel souvenir (da Lambrusco coltelli rose & pop corn)
10. Bambolina e barracuda (da Ligabue)
11. Ti chiamerò Sam (se suoni bene) (da Lambrusco coltelli rose & pop corn)
12. Anime in plexiglass (da Lambrusco coltelli rose & pop corn)
13. Balliamo sul mondo (da Ligabue)
14. Non è tempo per noi (da Ligabue)
15. Figlio d'un cane (da Ligabue)
16. Urlando contro il cielo (da Lambrusco coltelli rose & pop corn)
17. Sogni di rock 'n' roll (da Ligabue)
18. Libera nos a malo [reprise]

## Formazione
- Luciano Ligabue - voce, chitarre

### Clan Destino
- Gigi Cavalli Cocchi - batteria
- Max Cottafavi - chitarre
- Luciano Ghezzi - basso
- Giovanni Marani - tastiere